# Racenaeschna
Racenaeschna angustistrigis
Espèce
Racenaeschna angustistrigis est une espèce monotypique dans la famille des Æshnidae appartenant au sous-ordre des Anisoptères dans l'ordre des Odonates. Cette espèce se retrouve au Vénézuela .